# Joseph Winston

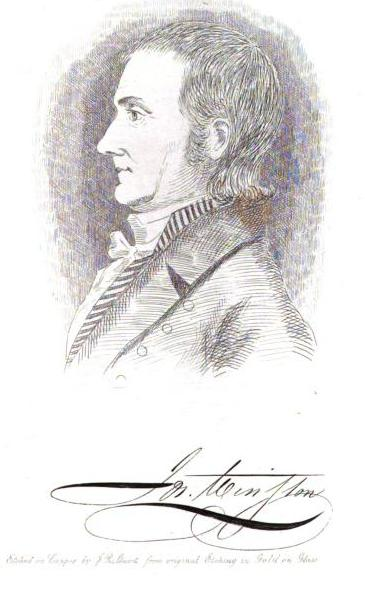
Joseph Winston

Joseph Winston (* 17. Juni 1746 im Louisa County, Colony of Virginia; † 21. April 1815 bei Germanton, North Carolina) war ein US-amerikanischer Politiker. Zwischen 1793 und 1795 vertrat er den Bundesstaat North Carolina im US-Repräsentantenhaus.

## Werdegang
Joseph Winston wuchs während der britischen Kolonialzeit auf. 1766 kam er in das Gebiet des späteren Stokes County in North Carolina. Dort nahm er an einigen Indianerfeldzügen teil. In den 1770er Jahren schloss er sich der amerikanischen Revolution an. Im Jahr 1775 war er Delegierter auf der Hillsboro Convention. 1777 gehörte er einer Delegation an, die mit den Cherokee einen Vertrag abschloss. Während des Unabhängigkeitskriegs war Winston Offizier in der Kontinentalarmee. Dabei nahm er an einigen Schlachten teil und stieg bis in den Rang eines Lieutenant Colonel auf.
Nach dem Krieg begann er eine politische Laufbahn. Zwischen 1790 und 1812 saß er mehrfach im Senat von North Carolina. Bei den Kongresswahlen des Jahres 1792 wurde er im neugeschaffenen zehnten Wahlbezirk seines Staates in das US-Repräsentantenhaus gewählt, wo er am 4. März 1793 sein neues Mandat antrat. Bis zum 3. März 1795 konnte er aber nur eine Legislaturperiode im Kongress absolvieren. Joseph Winston starb am 21. April 1815 nahe Germanton. Nach ihm erhielt die Stadt Winston – heute ein Teil von Winston-Salem – ihren Namen.